# Kloster Tibães

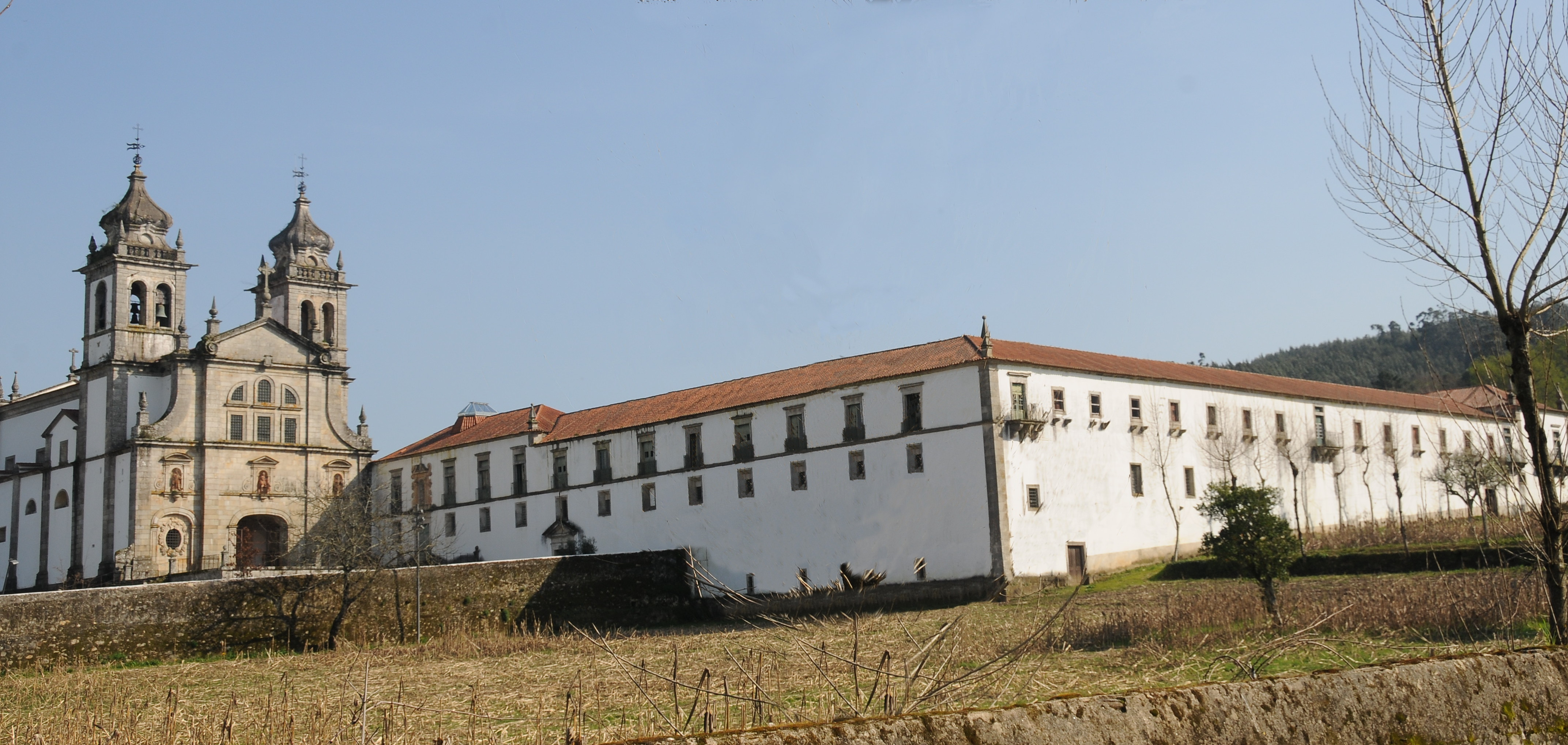
Kloster Tibães

Kloster Tibães (portugiesisch Mosteiro de São Martinho de Tibães oder einfach Mosteiro de Tibães) ist eine ehemalige Benediktinerabtei und liegt in der Gemeinde Mire de Tibães, Distrikt Braga, in Portugal. Es handelte sich um das Mutterkloster des Benediktinerordens in Portugal und damit auch aller brasilianischen Klöster des Ordens. Es beinhaltet die Kirche von Tibães sowie das Kreuz von Tibães und liegt ca. 6 km westlich des Stadtzentrums von Braga.

## Geschichte

### Mittelalter

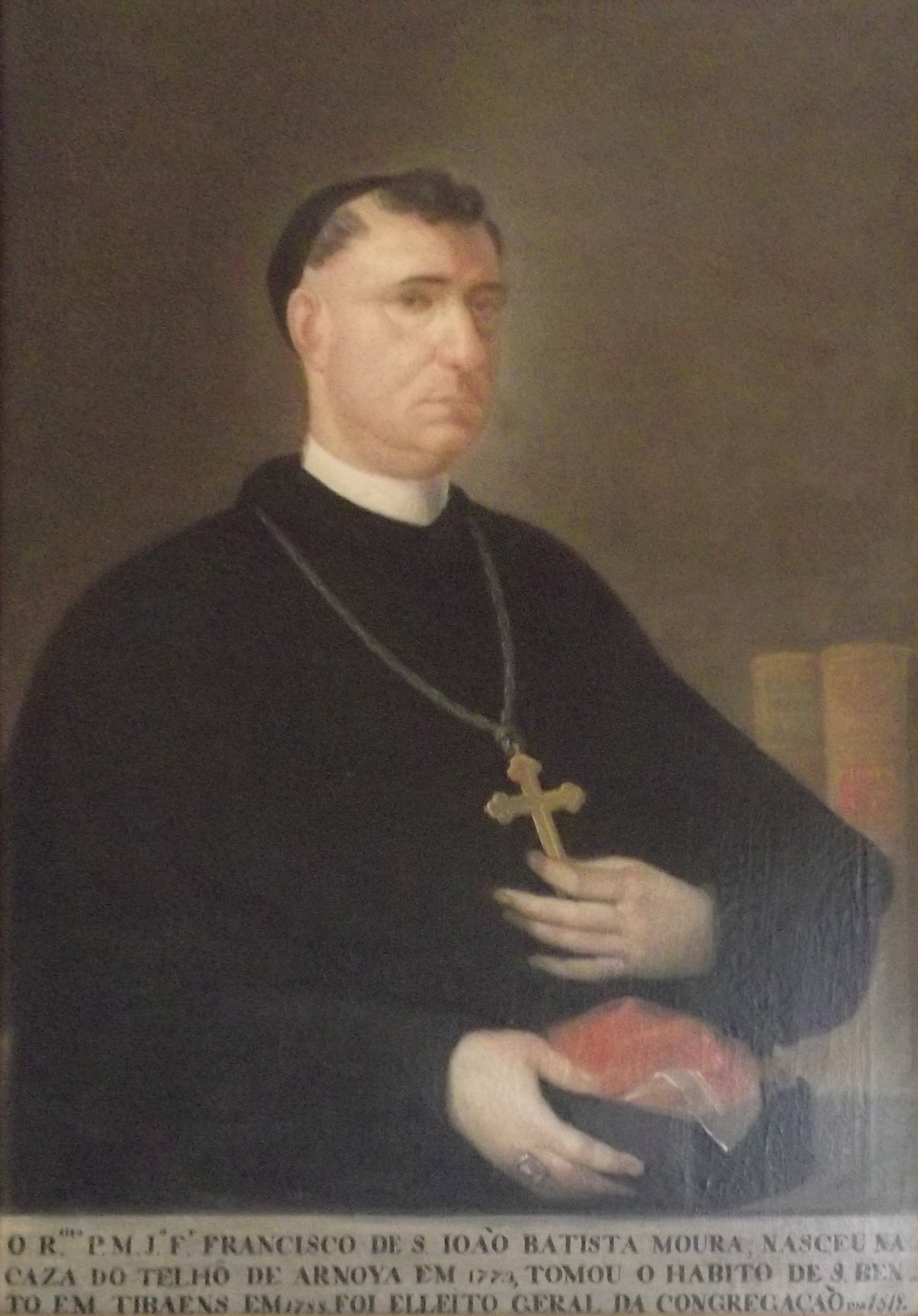
Pater Francisco de São João Baptista Moura OSB, Generalabt der Portugiesisch-Brasilianischen Benediktinerkongregation (Gemälde im Kloster Tibães um 1800)

Das Kloster wurde Ende des 10. bzw. Anfang des 11. Jahrhunderts gegründet. Im letzten Drittel des 11. Jahrhunderts erfolgte der Wiederaufbau durch den Adligen Paio Guterres da Silva. Es entwickelte sich, mit königlicher Unterstützung, zu einem der wohlhabendsten und einflussreichsten Klöster im Norden von Portugal.

### 16.–18. Jahrhundert
Im 16. Jahrhundert übernimmt der Benediktinerorden das Kloster. Durch eine Bulle von Papst Pius V. wird Tibães 1567 das Mutterkloster aller portugiesischen und damit auch brasilianischen Klöster des Ordens.
Im Laufe seiner Geschichte und aufgrund seiner Bedeutung im portugiesischen Kolonialreich vereint das Kloster einen umfangreichen Besitz, u. a. auch von Sakralkunst und Büchern. Im 17. Jahrhundert besitzt das Kloster Land u. a. in Monção, Viana do Castelo, Nobrega, Ponte da Barca, Amares, Barcelos, Guimarães und Braga.
1628–1661 werden Kirche und Kreuzgang im manieristischen Stil (Manierismus) von den Architekten Manuel Álvares und João Turriano neu errichtet. Bis Anfang des 18. Jahrhunderts werden die neuen Flügel des Klosters fertiggestellt.
Zahlreiche Umbauten und Erweiterungen im 17. und 18. Jahrhundert (u. a. durch Architekt André Soares) führen zu stilistischen Eindrücken von Barock und Rokoko, die sich auf den nordportugiesischen Raum und die Überseekolonien auswirken. So entsteht 1757–1760 durch Soares der Hauptaltar im portugiesischen Rokoko. Ein Teil der vergoldeten Holzschnitzarbeiten wird durch José de Santo António Vilaça realisiert. Viele Statuen in der Kirche sind durch den Bildhauer Frei Cipriano da Cruz entstanden.

### 19. Jahrhundert
1834, nach dem Miguelistenkrieg, werden die männlichen religiösen Orden in Portugal aufgelöst. Die Besitztümer des Klosters, sowie abschließend 1864 auch die Klostergebäude, werden, mit Ausnahme von Kirche, Sakristei und des Claustro do Cemitério (Kreuzgang), öffentlich versteigert. Letztere Anlagen wurden von der örtlichen Kirchgemeinde genutzt.
Ein Teil des Ensembles, darunter der Claustro do Refeitório (Kreuzgang) und das Refektorium, werden bei einem Brand im Jahre 1894 zerstört.

### 20. Jahrhundert
Das Kreuz von Tibães vor der Kirche wird durch das Dekret 136 am 16. Juni 1910 in das Verzeichnis nationaler Monumente in Portugal aufgenommen.
Kloster, Kirche und weitere architektonische Bestandteile werden am 27. März 1944 als Gebäude des öffentlichen Interesses klassifiziert.
1986 erwirbt der portugiesische Staat das Kloster Tibães. Bereits in einem fortgeschritten schlechten Zustand befindlich, wird das Ensemble 1987 dem Instituto Português do Património Cultural (Portugiesischen Institut für Kulturerbe) zugeordnet. Danach wurde die Restaurierung begonnen, die bis heute andauert.
1990 wurde die Einrichtung eines Museums beschlossen.

### 21. Jahrhundert
Im Jahr 2008 fand im Kloster das 23. Iberische Gipfeltreffen statt.
Seit 2009 wird ein Flügel des Klosters von der Gemeinschaft der internationalen katholischen Missionarsfamilie „Donum Dei“, zugehörig zum Karmeliterorden, bewohnt.
2010 wurden ein Gästehaus mit neun Zimmern und das Restaurant „Eau Vive de Tibães“ mit Platz für 50 Gäste eröffnet.
2015 empfahl das portugiesische Parlament der Regierung das Kloster Tibães als nationales Monument zu klassifizieren.

## Galerie

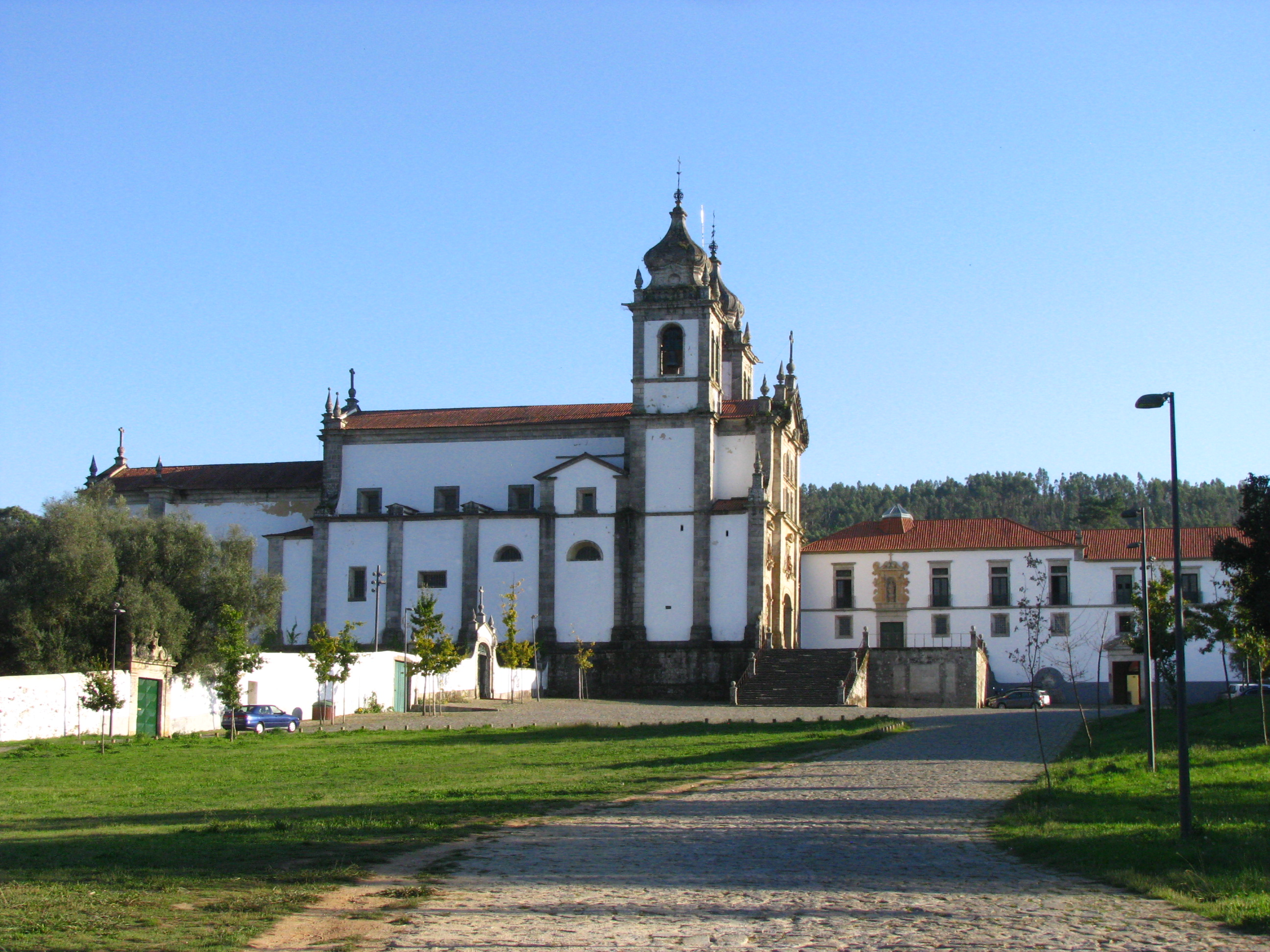
Kloster vom Vorplatz aus gesehen mit der Kirche im Vordergrund
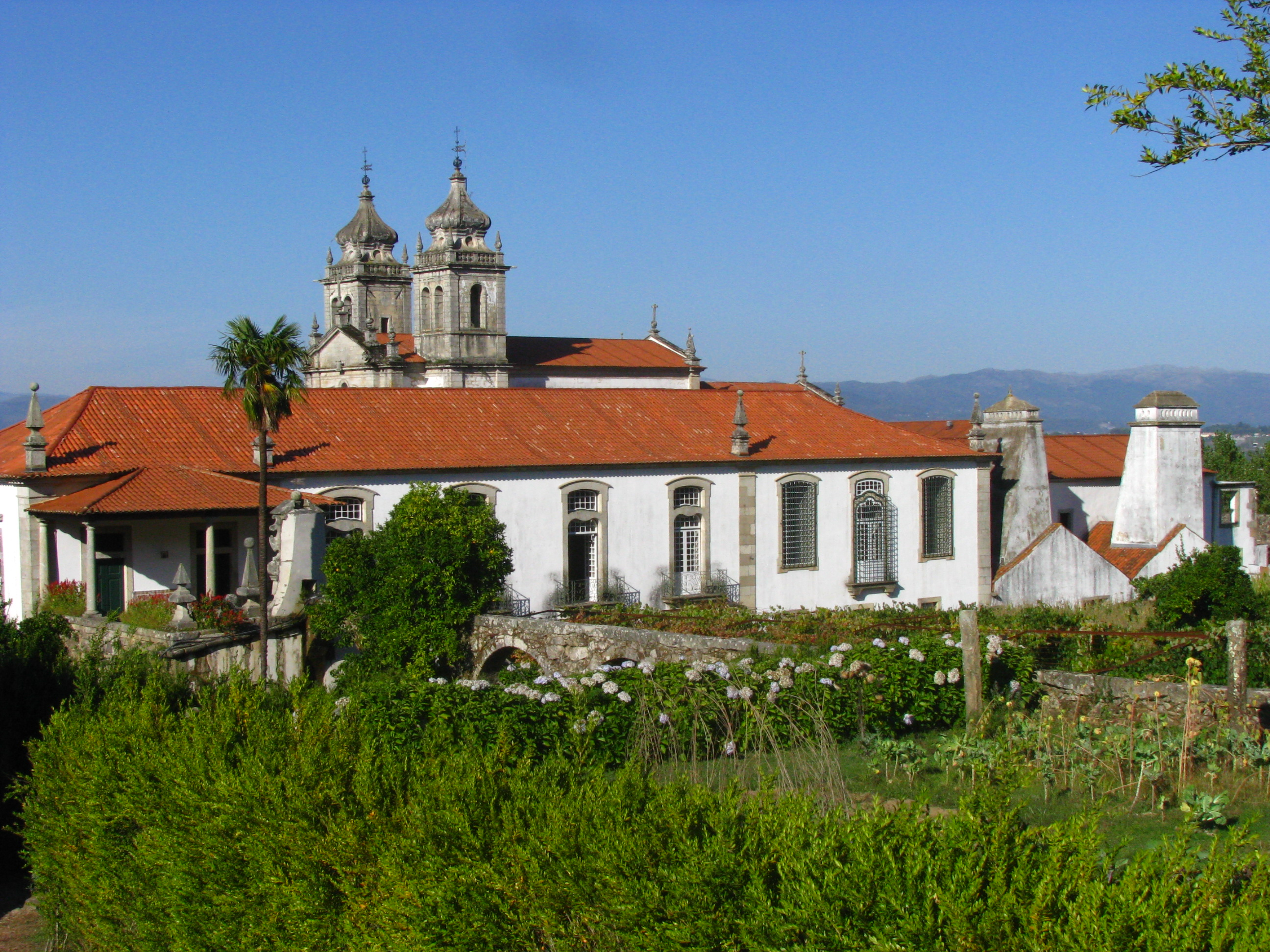
Kloster vom Garten aus gesehen mit den Schornsteinen der Küche in der rechten Bildhälfte und der Kirche im Hintergrund
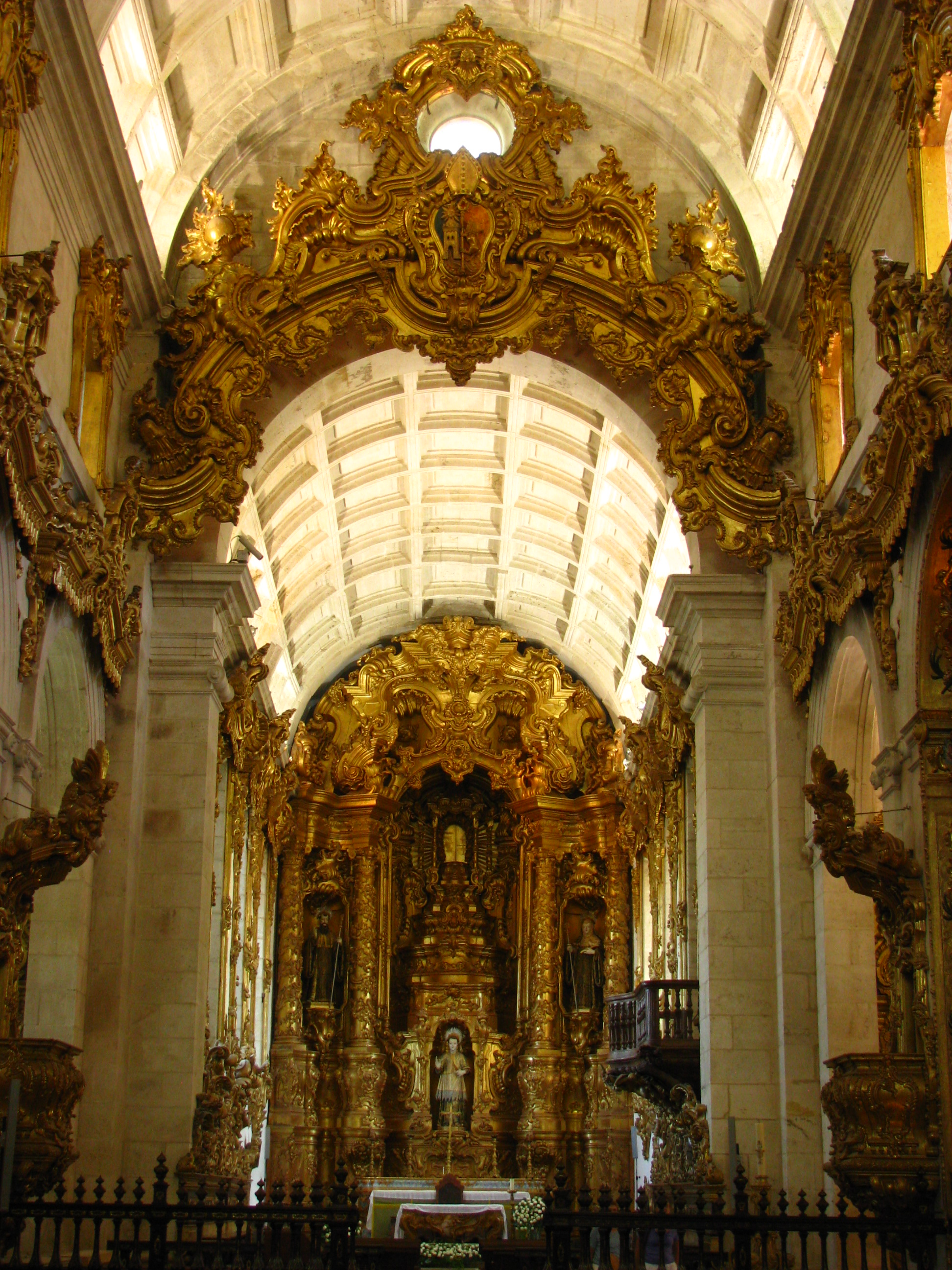
Kirchenschiff mit Blick zum Altar und den typischen portugiesischen vergoldeten Holzschnitzarbeiten
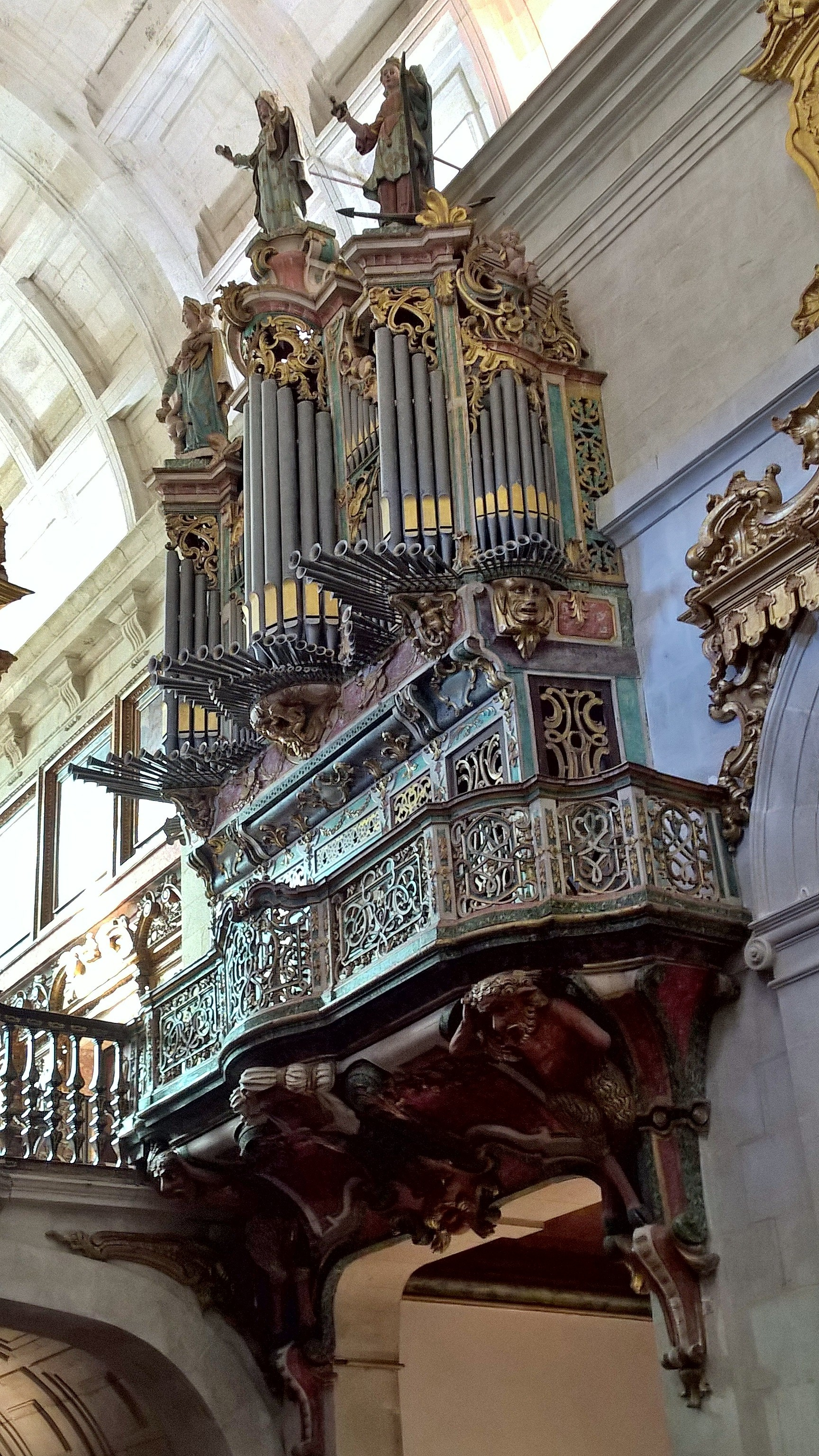
Orgel im Kirchenschiff
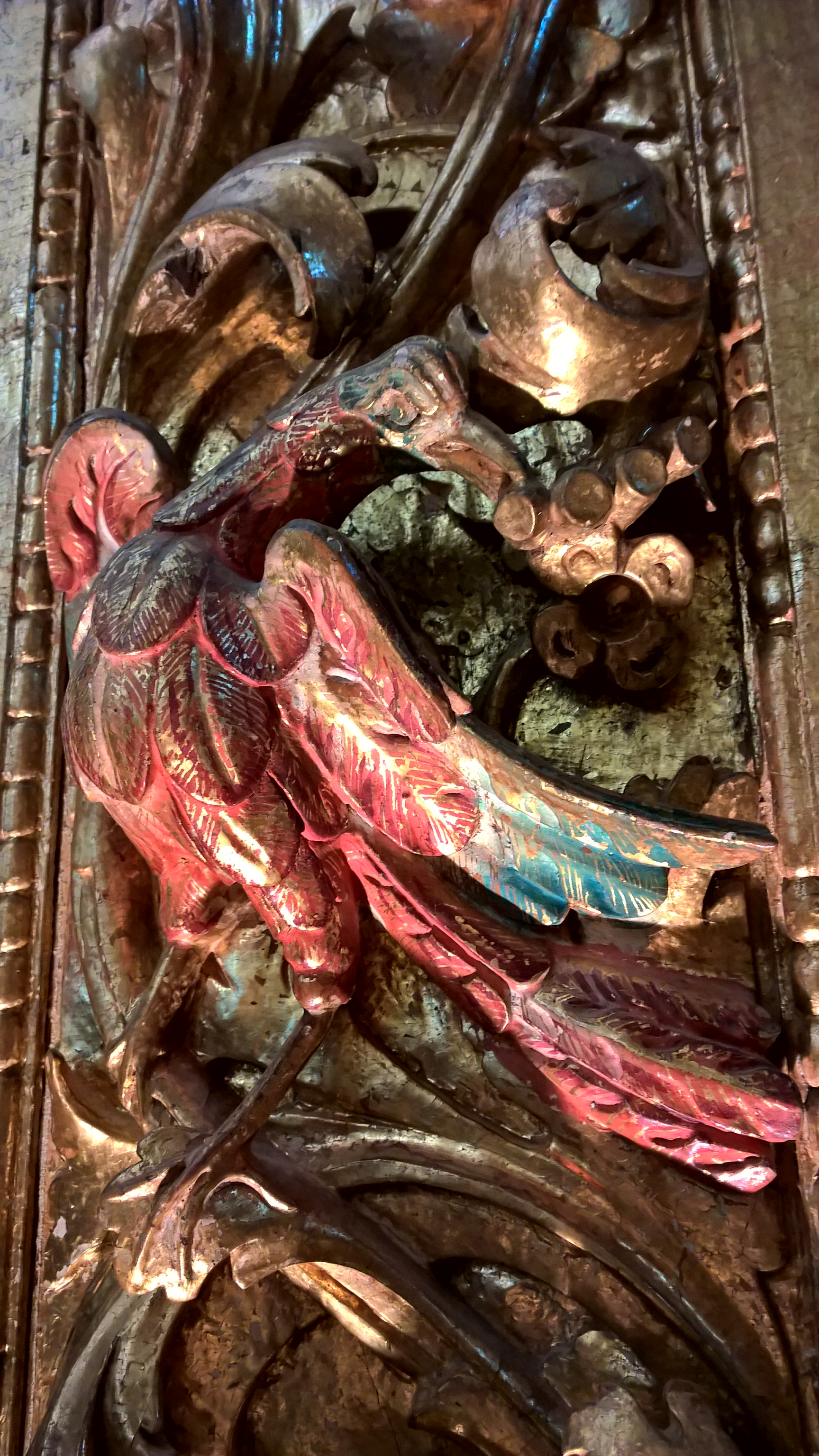
Detail der Holzschnitzarbeiten im Kirchenschiff
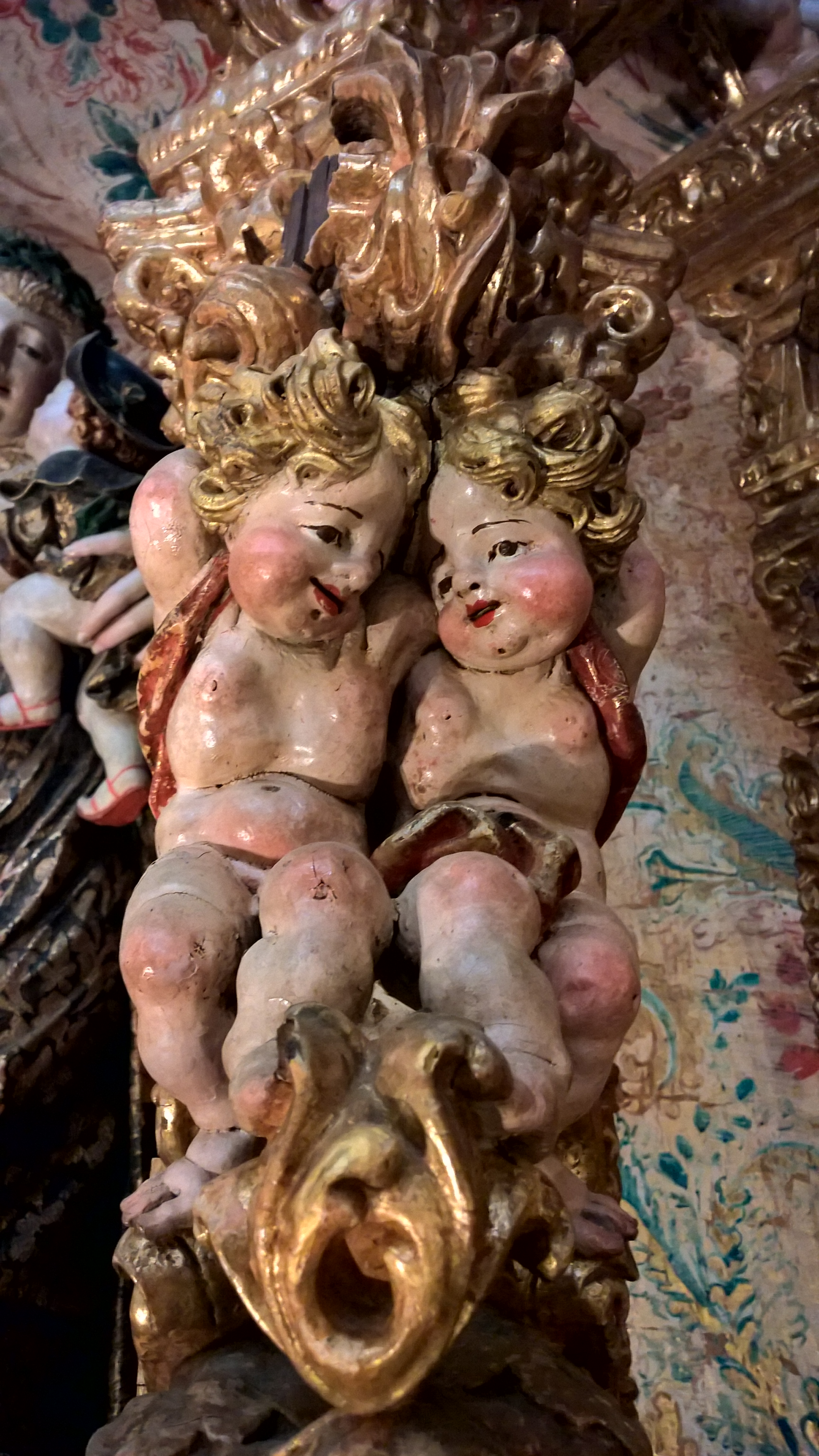
Putten – ein Detail der Holzschnitzarbeiten im Kirchenschiff
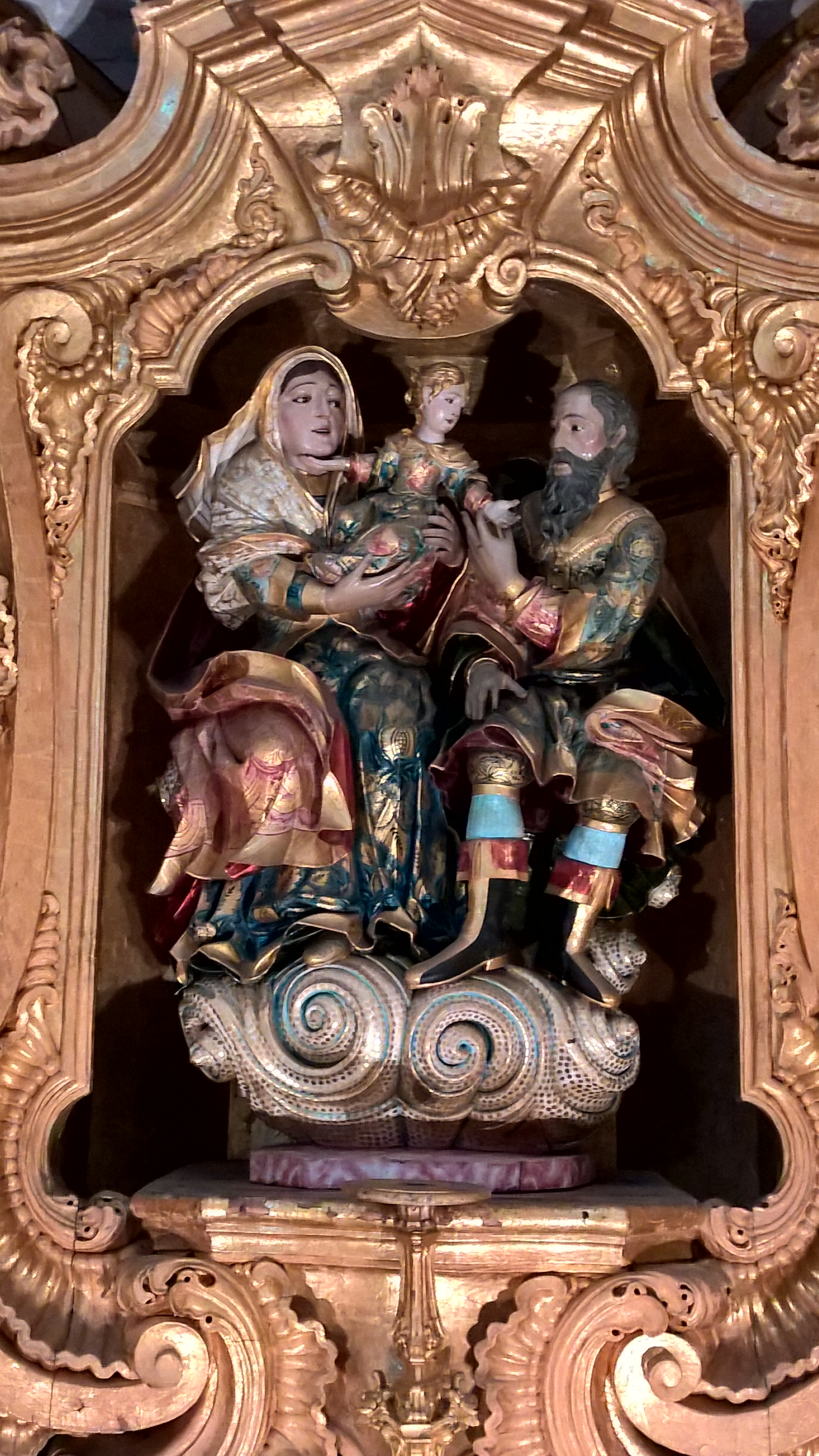
Detail der Holzschnitzarbeiten im Kirchenschiff
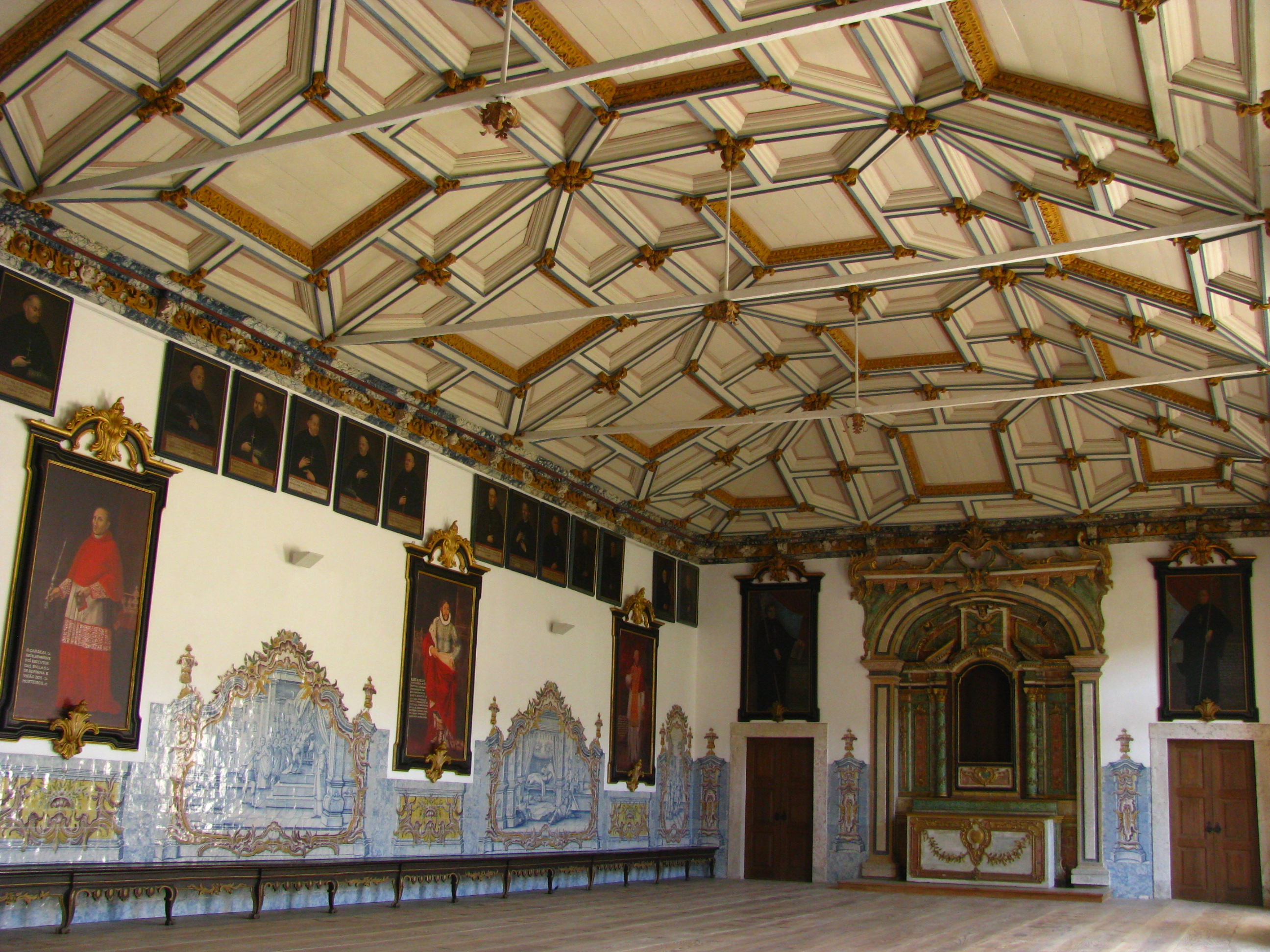
Kapitelsaal mit den für Portugal typischen Fliesen an der Wand
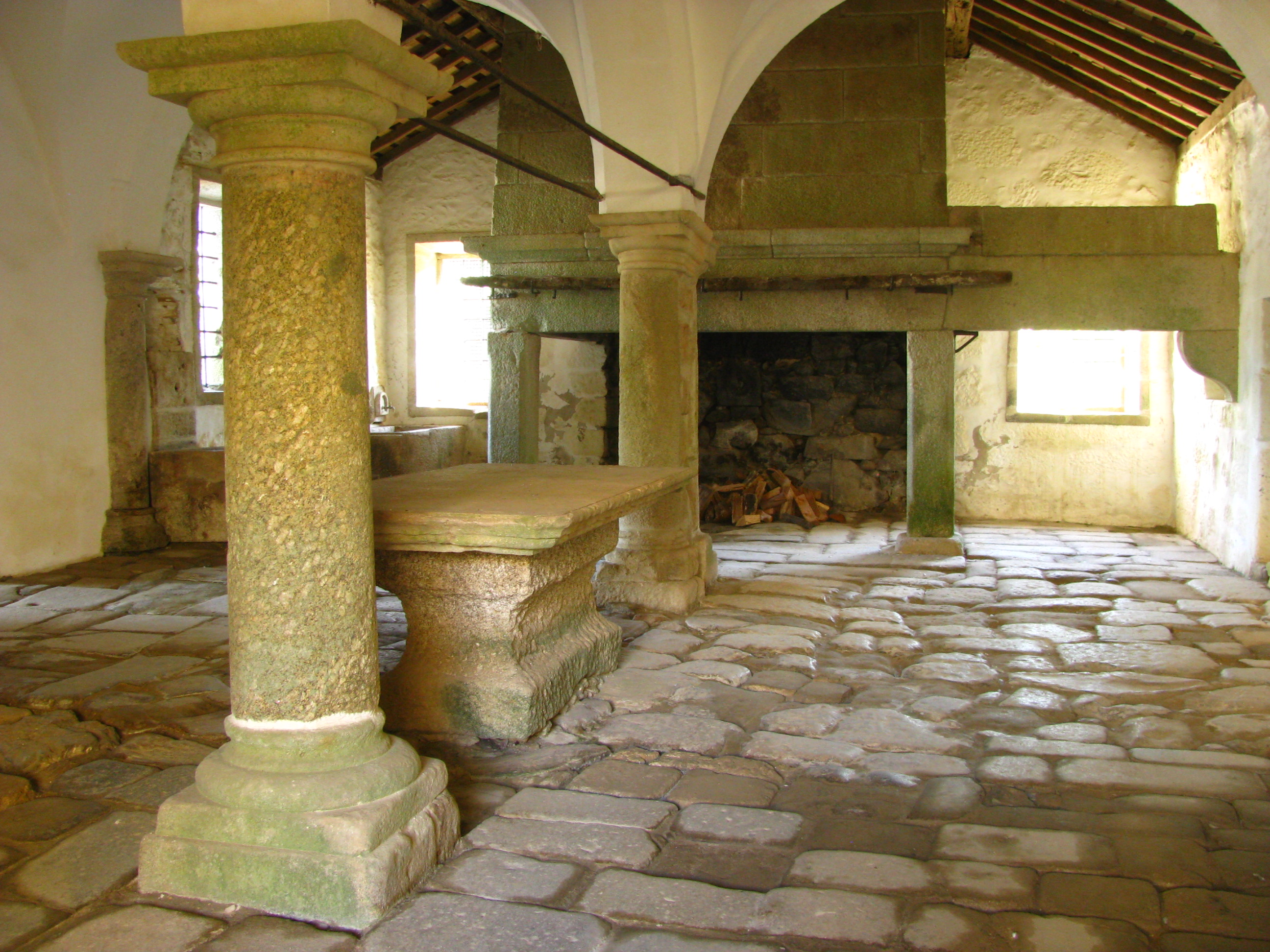
Klosterküche
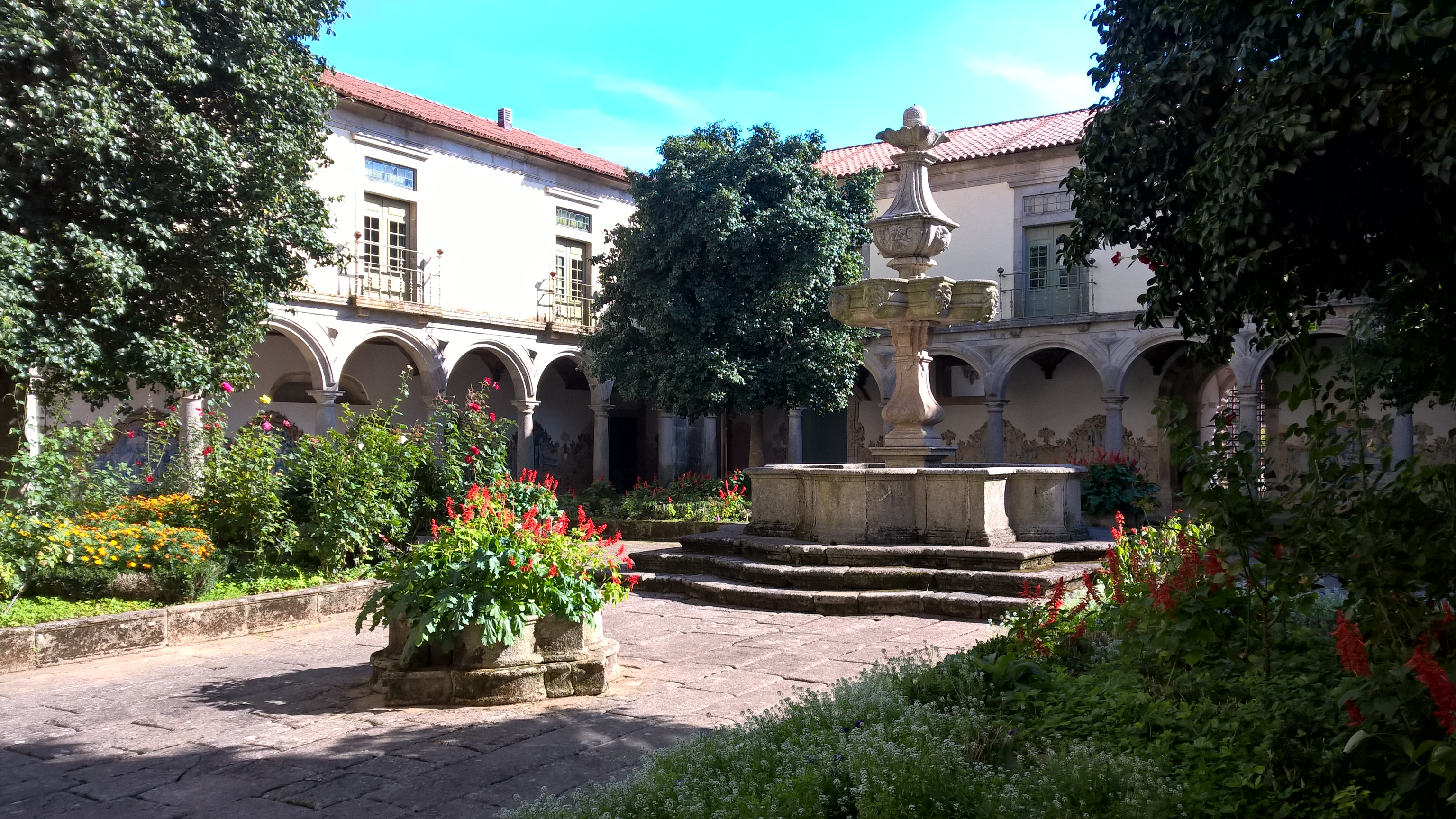
Kreuzgang „Claustro do Cemitério“